# Porches
Porches é uma vila portuguesa sede da Freguesia de Porches do Município de Lagoa, freguesia com 15,64 km² de área e 2250 habitantes (censo de 2021), tendo, assim, uma densidade populacional de 143,9 hab./km²
A sede da freguesia, a povoação de Porches, foi elevada à categoria de vila em 12 de julho de 2001.
Fez parte do concelho de Silves até à criação do concelho (atual município) de Lagoa em 1773.
Na freguesia localiza-se a Ermida e a Praia da Senhora da Rocha, e ainda o famoso Poço Santo.

## História

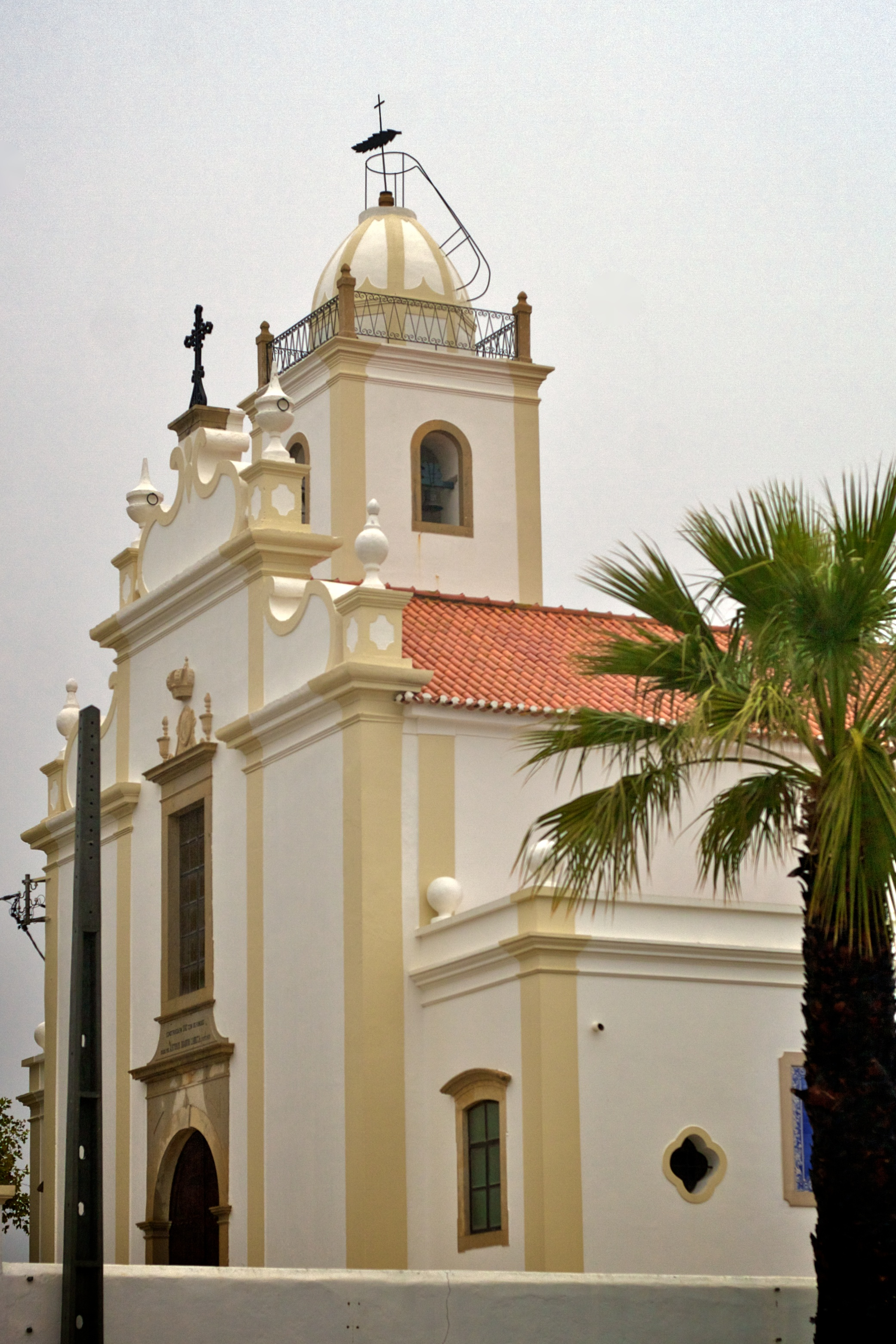
Igreja Matriz de Porches dedicada a Nossa Senhora da Encarnação

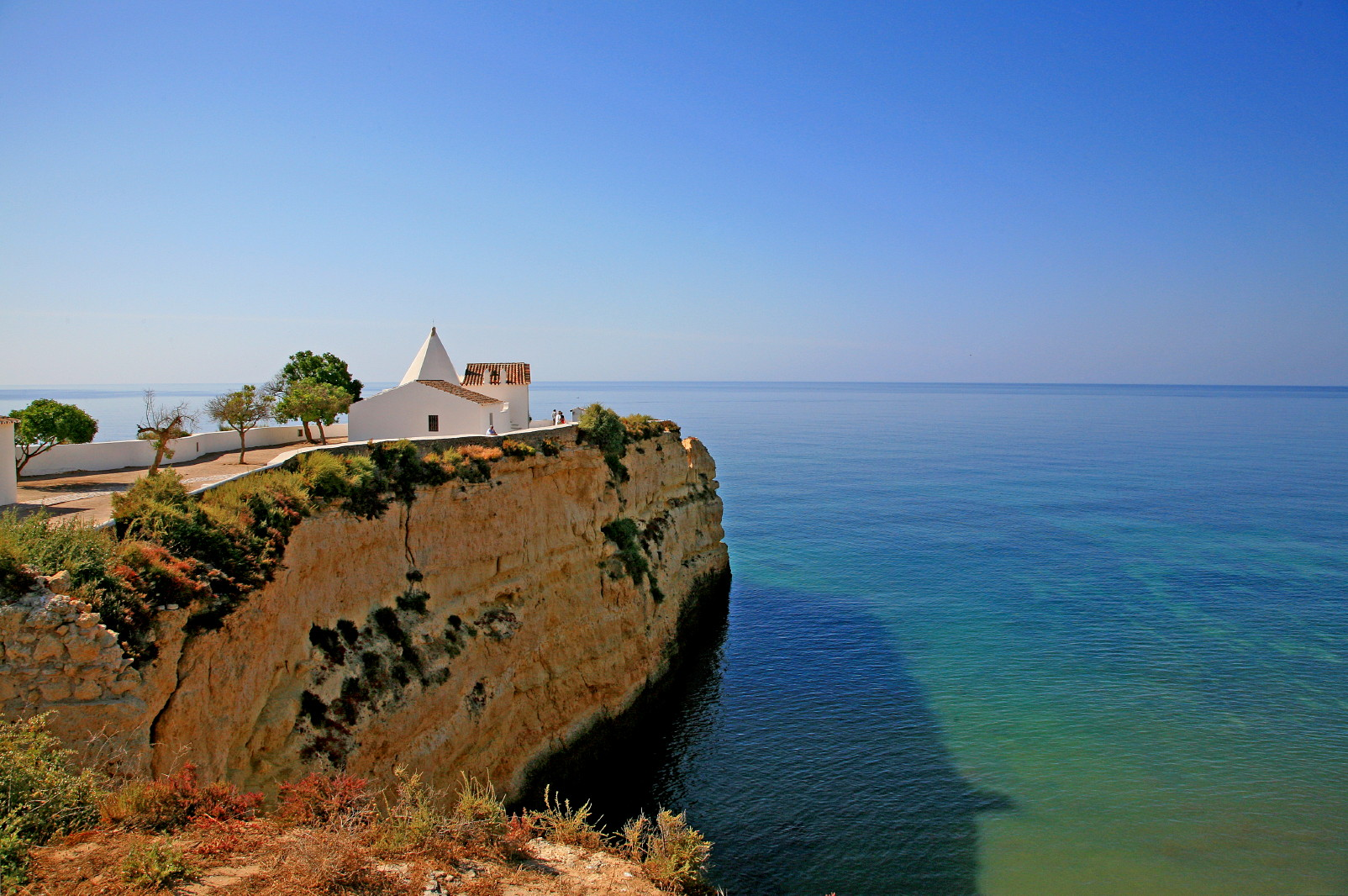
O Forte e a Ermida de Nossa Senhora da Rocha

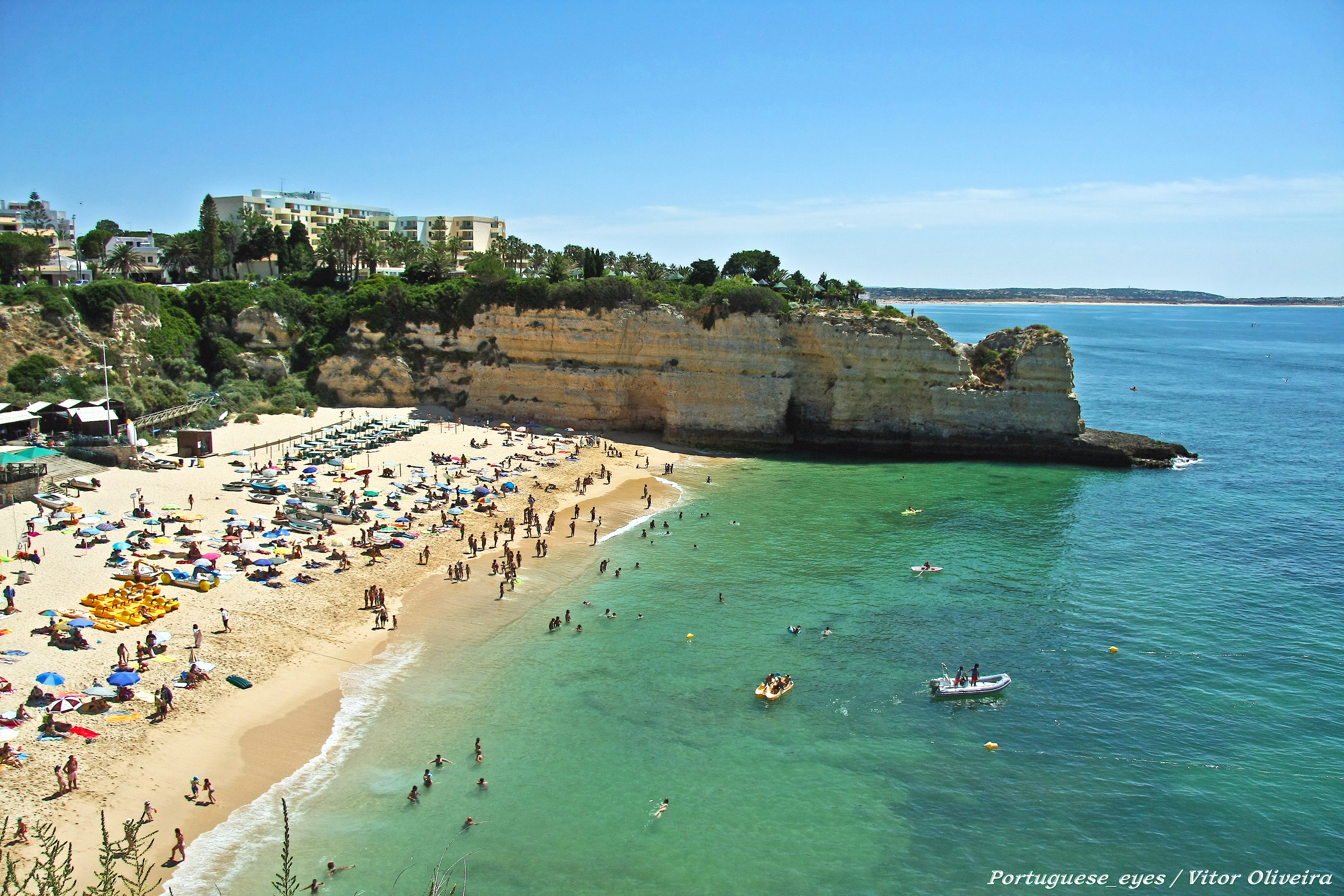
Praia de Nossa Senhora da Rocha

Espalhada sobre um outeiro, à beira da mais antiga via longitudinal do Algarve, poisa a pequena vila de Porches. No território, em que se inscreve atualmente a freguesia, existem vestígios de ocupação humana contínua que nos remonta ao Neolítico.
Segundo fontes históricas, a atual vila de Porches teve a sua origem em meados do século XVI, tendo sido edificada pela população, vinda de uma antiga urbe denominada Porches Velho (lugar da freguesia mais próximo da costa). Porches Velho teria sido ocupado por romanos e em 1253 já era considerado vila, cabeça de um julgado e possuidora de um forte castelo medieval.
A região de Porches foi célebre e importante. Terra conhecida pelo seu famoso vinho, terra do barro, das olarias e dos grandes mestres. Habilidosas mãos continuam a dar forma ao barro, mantendo viva esta arte secular.
Com o incremento do turismo, a olaria de Porches tornou-se próspera. O barro artístico teima em assimilar harmoniosamente as técnicas e motivos transmitidos pelos velhos mestres, cuja arte o aprendiz dá continuidade, com uma nova e original inspiração. Porches, tornou-se num importante centro turístico, figurando nas diversos roteiros turísticas da região.
Foi sobretudo a partir da década de 1980 que a localidade se expandiu e se desenvolveu de forma notória. Para tal, contribuíram as infra-estruturas criadas, a correta ocupação do solo e a envolvente natural, magníficas praias e a natureza exuberante.

## Património
- Forte e Ermida de Nossa Senhora da Rocha[6]
- Igreja Matriz de Porches
- Poço Santo[7]

## Demografia
A população registada nos censos foi:
| Distribuição da População por Grupos Etários | Distribuição da População por Grupos Etários | Distribuição da População por Grupos Etários | Distribuição da População por Grupos Etários | Distribuição da População por Grupos Etários |
| -------------------------------------------- | -------------------------------------------- | -------------------------------------------- | -------------------------------------------- | -------------------------------------------- |
| Ano                                          | 0-14 Anos                                    | 15-24 Anos                                   | 25-64 Anos                                   | > 65 Anos                                    |
| 2001                                         | 269                                          | 253                                          | 1072                                         | 308                                          |
| 2011                                         | 263                                          | 230                                          | 1133                                         | 385                                          |
| 2021                                         | 290                                          | 208                                          | 1212                                         | 540                                          |